# Onișor Nicorec
Onișor Mihai Nicorec (Magyarlápos, 1986. március 28. –) román labdarúgó, középpályás.

## Sikerei, díjai
Győri ETO
- Magyar bajnok: 2013